# Meleoma dolicharthra
Meleoma dolicharthra is een insect uit de familie van de gaasvliegen (Chrysopidae), die tot de orde netvleugeligen (Neuroptera) behoort. 
Meleoma dolicharthra is voor het eerst wetenschappelijk beschreven door Navás in 1914.